# Discografia dei Rebeldes
La discografia dei Rebeldes consiste in 3 album e 8 singoli.

## Album

### Album in studio
| Anno | Dettagli Album | Massima Posizione | Massima Posizione | Massima Posizione    | Certificazioni                                  |
| Anno | Dettagli Album | PMB               | BRA Top 40        | Mexican Albums Chart | Certificazioni                                  |
| ---- | --- | ----------------- | ----------------- | -------------------- | ----------------------------------------------- |
| 2011 | Rebeldes - Pubblicazione: 30 settembre 2011 - Etichetta: EMI Music, Record Entretenimento - Formato: CD, download digitale            | 3                 | 10                | 28                   | - BRA: Platino - BRA: 2x Platino - BRA: Platino |
| 2012 | Meu Jeito, Seu Jeito - Pubblicazione: 9 diciembre 2012 - Etichetta: EMI Music, Record Entretenimento - Formato: CD, download digitale | 17                | 19                | –                    | - BRA: Platino                                  |

### Album dal vivo
| Anno | Dettagli Album | Massima Posizione | Massima Posizione | Certificazioni |
| Anno | Dettagli Album | BRA ABPD          | BRA Top 40        | Certificazioni |
| ---- | --- | ----------------- | ----------------- | -------------- |
| 2012 | Rebeldes - Ao vivo - Pubblicazione: 11 aprile 2012 - Etichetta: EMI Music, Record Entretenimento - Formato: CD, download digitale | 4                 | 10                | - BRA: Platino |

## Singoli
| Titolo                     | Anno | Album                |
| -------------------------- | ---- | -------------------- |
| "Do Jeito Que Eu Sou"      | 2011 | Rebeldes             |
| "Quando Estou do Seu Lado" | 2011 | Rebeldes             |
| "Depois da Chuva"          | 2012 | Rebeldes             |
| "Liberdade Consciente"     | 2012 | Meu Jeito, Seu Jeito |

### Singoli promozionali
| Titolo                 | Anno | Album                |
| ---------------------- | ---- | -------------------- |
| "Como um Rockstar"     | 2011 | Rebeldes             |
| "O Amor Está em Jogo"  | 2011 | Rebeldes             |
| "Nada Pode Nos Parar"  | 2012 | Rebeldes - Ao vivo   |
| "Meu Jeito, Seu Jeito" | 2012 | Meu Jeito, Seu Jeito |

## Videografia

### Album video
| Anno | Dettagli Album                                                                                                  | Massima Posizione | Massima Posizione | Certificazioni    |
| Anno | Dettagli Album                                                                                                  | BRA ABPD          | BRA Top 40        | Certificazioni    |
| ---- | --- | ----------------- | ----------------- | ----------------- |
| 2012 | Rebeldes - Ao vivo - Pubblicazione: 11 aprile 2012 - Etichetta: EMI Music, Record Entretenimento - Formato: DVD | 15                | 3                 | - BRA: 2x Platino |

### Video musicali
| Titolo                | Anno | Direttore    |
| --------------------- | ---- | ------------ |
| "Do Jeito Que Eu Sou" | 2011 | Maurício Eça |
| "Nada Pode Nos Parar" | 2012 | Ivan Zettel  |
| "Depois da Chuva"     | 2012 | Ivan Zettel  |